# 徐亚灵

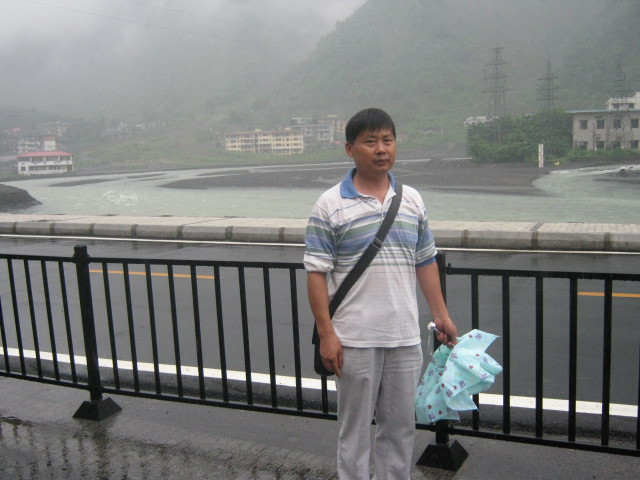
徐亚灵在北川

徐亚灵，四川省乐山市市中区人，心理学咨询师，已编辑出版《利维特管理学原理》、《让孩子成为最好的自己》和《家有小网迷，父母怎么办——孩子网瘾的预防和戒除父母必备全书》。获教育科研、论文成果奖三十多篇，有国家一等奖一篇。成功地主持并创建了乐山市市中区内唯一一所心理健康教育的示范学校。